# Đuraševići
Đuraševići (cyr. Ђурашевићи) – wieś w Czarnogórze, w gminie Tivat. W 2011 roku liczyła 479 mieszkańców.